# Drew Nelson (acteur)
Pour les articles homonymes, voir Nelson.
Pour l’article homonyme, voir Drew Nelson.
Drew Nelson, né le 11 août 1979 à Etobicoke, en Ontario, est un acteur canadien de doublage, de théâtre, de cinéma et de télévision. Il est surtout connu pour prêter sa voix à Duncan dans la série animée canadienne Total Drama et pour avoir interprété Matt Sayles dans The Strain.

## Vie personnelle
Nelson naît à Etobicoke, une banlieue de Toronto, en Ontario, le 11 août 1979,. Il fréquente le Richview Collegiate Institute (en) puis le Humber College (en).

## Carrière
Il apparaît dans de nombreuses émissions de télévision. Il débute en tant que figurant dans la série télévisée Friends.
Il joue des rôles secondaires ou fait des apparitions dans plusieurs films ou séries télévisées, telles que Fringe, Supernatural ou Rookie Blue. Nelson se fait surtout connaître pour ses rôles dans des dessins animés, notamment celui de Duncan dans Total Drama, de Kai dans 6teen ou de Jason dans Girlstuff/Boystuff (en). Il joue aussi un rôle récurrent dans la série de la chaîne FX intitulée The Strain.
Drew Nelson travaille également en tant que scénariste-producteur sur un projet intitulé Lost Ones. Ce projet est une fantaisie urbaine centrée sur Malik, un orphelin de 13 ans. Située dans un univers de hip-hop et d’art urbain, l’histoire suit Malik et sa bande alors qu’ils cherchent à contrecarrer les projets d’un maire cupide visant à gentrifier leur quartier.

## Filmographie

### Anime
| Année | Titre                  | Rôle   | Commentaire                                   |
| ----- | ---------------------- | ------ | --------------------------------------------- |
| 2006  | The Story of Saiunkoku | Espion | Épisode : « Poking a Bush Draws Out a Snake » |
| 2007  | Death Note             | Matt   | 2 épisodes                                    |

### Cinéma
| Année | Titre                        | Rôle                   | Commentaire   |
| ----- | ---------------------------- | ---------------------- | ------------- |
| 1995  | Une journée en enfer         | Élève de maternelle    | Non crédité   |
| 2001  | 681-0638                     | Sterling               |               |
| 2004  | My Brother's Keeper (en)     | Lance                  |               |
| 2006  | Ma vie sans lui              | Scott Prosper          | Court métrage |
| 2006  | Perennial                    | Jaret                  | Court métrage |
| 2007  | Die Hard 4 : Retour en enfer | Hacker                 | Non crédité   |
| 2007  | The Rocket Man               | Lenny                  | Court métrage |
| 2008  | Dawgs Playing Poker          | Alex                   |               |
| 2013  | A Plain Morning              | Greg                   | Court métrage |
| 2014  | The Whale                    | Kyle McWhirter         | Court métrage |
| 2015  | Man Vs.                      | Terry Woods            |               |
| 2015  | To Carry On                  | Le Machiniste          | Court métrage |
| 2015  | Fifth Street                 | Stuart                 | Court métrage |
| 2018  | Knuckleball (en)             | Adjoint du shérif Drew |               |
| 2018  | Fahrenheit 451               | Barman                 |               |
| 2019  | Demons Inside Me             | Harrison Carter        |               |
| 2020  | Kitty Mammas                 | Darryl                 |               |

### Télévision
| Année     | Titre                                   | Rôle                            | Commentaires                                  |
| --------- | --------------------------------------- | ------------------------------- | --------------------------------------------- |
| 2001      | In a Heartbeat                          | Casse-cou                       | Épisode : « Race of a Lifetime »              |
| 2002      | Earth: Final Conflict                   | Damon                           | Épisode : « Atavus High »                     |
| 2002      | The Red Sneakers (en)                   | Jacob                           | Téléfilm                                      |
| 2002      | The Matthew Shepard Story               | Lance                           | Téléfilm                                      |
| 2002      | Two Against Time (en)                   | Eddie Bramante                  | Téléfilm                                      |
| 2002      | Recipe for Murder (en)                  | Fan #1                          | Téléfilm                                      |
| 2002      | Conviction (en)                         | Billy                           | Téléfilm                                      |
| 2002–2005 | Girlstuff/Boystuff (en)                 | Jason (voix)                    | 34 épisodes                                   |
| 2004      | Queer as Folk                           | Pink Posse / Robbie             | 2 épisodes                                    |
| 2004      | Degrassi : La Nouvelle Génération       | Mec de la fête                  | Épisode : « Ghost in the Machine: Part 2 »    |
| 2004      | Spynet (en)                             | Rod                             | Épisode : « The Talented Mr. Minnifield »     |
| 2005      | 6teen                                   | Kai (voix)                      | Épisode : « The New Guy »                     |
| 2005      | Sourire d'enfer                         | Alex (voix)                     | Épisode : « Leap of Faith » ; non crédité     |
| 2005      | Mind Over Murder                        | Dr. Michaels                    | Téléfilm                                      |
| 2007–2013 | Total Drama                             | Duncan (voix)                   | 74 épisodes                                   |
| 2008      | Smallville                              | Agent de police scientifique #2 | Épisode : « Plastique »                       |
| 2008      | Supernatural                            | Démon de carrefour              | Épisode : « I Know What You Did Last Summer » |
| 2009      | Fringe                                  | Carl Langdon                    | Épisode : « Dream Logic »                     |
| 2011      | InSecurity (en)                         | Agent spécial Tom Daley         | 2 épisodes                                    |
| 2011      | XIII, la série                          | Jacob Locke                     | 2 épisodes                                    |
| 2011      | Rookie Blue                             | Vincent Walker                  | Épisode : « Best Laid Plans »                 |
| 2011      | Flashpoint                              | Bernard Moore                   | Épisode : « Grounded »                        |
| 2011      | Against the Wall                        | Rick Rose                       | Épisode : « Memories We Fear »                |
| 2011      | Lost Girl                               | Clive                           | Épisode : « Can't See the Fae-Rest »          |
| 2013      | Suits : Avocats sur mesure              | Graham Stenton                  | Épisode : « Shadow of a Doubt »               |
| 2014      | The Listener                            | Steven Wolff                    | Épisode : « Zero Recall »                     |
| 2014      | The Strain                              | Matt Sayles                     | 6 épisodes                                    |
| 2014      | Saving Hope : Au-delà de la médecine    | Colin Merrifield                | Épisode : « Breaking Away »                   |
| 2014      | Charlie and Yoni                        |                                 | Téléfilm                                      |
| 2015      | Les Experts : Cyber                     | Robert Gaines                   | Épisode : « Brown Eyes, Blue Eyes »           |
| 2016–2017 | People of Earth                         | Kurt le reptilien / Le Cerf     | 12 épisodes                                   |
| 2016–2017 | The Girlfriend Experience               | Matt Cusick / Jim Kinsler       | 8 épisodes                                    |
| 2018      | Blink Twice                             | Ryan                            | Épisode : « Fragment »                        |
| 2018      | Entertaining Christmas                  | Steve Ryan                      | Téléfilm                                      |
| 2018–2023 | Défis extrêmes : Retour à la maternelle | Duncan (voix)                   | 56 épisodes                                   |
| 2019      | My Mother's Killer Boyfriend            | Ben Weston                      | Téléfilm                                      |
| 2020      | Diggstown (en)                          | Victor Deer                     | Épisode : « Cheryl Battiste »                 |
| 2021      | A Romance Wedding                       | Will Mason                      | Téléfilm                                      |
| 2021      | Dream Date                              | Maurice                         | Téléfilm                                      |
| 2021      | A Whirlwind Wedding                     | Kyle Billings                   | Téléfilm                                      |
| 2021      | Blood and Water                         | Ben McMurphy                    | 7 épisodes                                    |